# 학산고등학교
학산고등학교(鶴山高等學校)는 대한민국 충청북도 영동군 학산면 서산리에 있는 공립 고등학교이다.

## 학교 연혁
- 1952년 7월 10일 : 학산중학교 개교
- 1955년 7월 18일 : 학산상업고등학교 개교
- 2000년 3월 1일 : 중학교 3학급 편성
- 2000년 3월 1일 : 고등학교 3학급 편성
- 2002년 3월 1일 : 학산정보고등학교로 교명 변경
- 2013년 3월 1일 : 학산고등학교로 교명 변경
- 2023년 9월 1일 : 남치규 교장 취임 (고등학교 제33대)
- 2024년 1월 5일 : 중학교 제70회 졸업 6명, 총 7,945명 졸업
- 2024년 1월 5일 : 고등학교 제67회 졸업 14명, 총 5,616명 졸업
- 2024년 3월 4일 : 중학교 6명 입학
- 2024년 3월 4일 : 고등학교 7명 입학

## 참고 자료
- 학산고등학교 - 한국교육학술정보원 학교알리미